# ソフィーの世界
『ソフィーの世界』（ノルウェー語：Sofies verden、英語：Sophie's World）は、ノルウェーの高校の哲学教師ヨースタイン・ゴルデルによって1991年に出版されたファンタジー小説。少年少女に哲学への手ほどきとして読んでもらうよう構想された作品で、世界各国語に翻訳され、全世界で約2300万部以上を売り上げたベストセラーとなった。

## 概要
物語の大半は、タイトルとなっている主人公ソフィー・アムンセンと謎に満ちた人物のアルベルト・クノックスの対話であり、その間に不思議なエピソードが織り込まれている。ミステリー要素を多分に含むファンタジー小説の体裁を取っているが、
原題には "Roman om filosofiens historie" という副題が付いており、大変優れた哲学史の入門書で、難しく構えることなく西洋の哲学について触れることのできる秀逸な作品であると評価される。
物語の進行は哲学の歴史にそっており、ソクラテス以前の哲学者からヘーゲル、ダーウィンやフロイトまで、著名な哲学者や影響のあった思想が登場する。主人公の名は哲学（フィロソフィー）という単語にちなんで名付けられている。また智慧の神格化であるソフィアの意味もある。
ただの解説ではなく、たとえばバークリやヒュームなど、その思想がストーリーの進行に不可欠な形で巧みに織り込まれているのが特徴。
オリジナルはノルウェー語で書かれ、英語、ドイツ語、フランス語、日本語を含め多くの言語に翻訳されている。日本語版はドイツ語版を底本としてドイツ文学者の池田香代子の翻訳、哲学者の須田朗の監修により、『ソフィーの世界 - 哲学者からの不思議な手紙』のタイトルで1995年6月に出版され、普及版・新装版等とあわせて200万部以上のベストセラーとなった。

### 日本語版
- ヨースタイン・ゴルデル著 池田香代子訳 『ソフィーの世界 - 哲学者からの不思議な手紙』日本放送出版協会 1995年 ISBN 978-4-14-080223-6
  - 現在は同名タイトルで上下巻となった新装版もある。ISBN 978-4-14-081478-9、ISBN 978-4-14-081479-6

### 映像化・ドラマ化
1999年、ノルウェーで映画化されたが、日本を含む一部の外国で公開されただけで、全世界的な一般公開とはならなかった。オーストラリアでは、短いTVシリーズとして放映された。また、ドイツでは、この名前を取った哲学入門のCD本も出ている。
日本では、1996年1月14日・15日の両日、NHK-FM放送でドラマスペシャルとしてラジオドラマが放送されている。

## あらすじ
主人公のソフィーはごく普通の14歳の少女。しかし、ある日「あなたはだれ?」「世界はどこからきた?」という内容の不思議な手紙を受け取る。
この手紙を受け取ってから、ソフィーはこの問いに答えるべく、謎の人物から送られてくる手紙に書かれた哲学の講義を受けることになる。

## 登場人物
ソフィー・アムンセン
演 - シルエ・ストルスティン、声 - 小林さやか（映画版）、島本須美（ラジオドラマ版）
主人公。14歳の少女。15歳の誕生日に、自分の正体を知る。
ヒルデ・ムーレル＝クナーグ
演 - シルエ・ストルスティン、声 - 小林さやか（映画版）、毬谷友子（ラジオドラマ版）
ノルウェーのリレサンに住む14歳の少女。15歳の誕生日に父アルベルト・クナーグから、本をもらう。名前は中世の女性思想家ヒルデガルト・フォン・ビンゲンにちなむ。
アルベルト・クノックス
演 - トーマス・ヴァン・ブロムセン、声 - 鈴木瑞穂（ラジオドラマ版）
中年男性。ソフィーに哲学を教える。名前の由来は神学者アルベルトゥス・マグヌス。
アルベルト・クナーグ
演 - ビョルン・フローバルグ、声 - 小山武宏（映画版）、津嘉山正種（ラジオドラマ版）
ヒルデの父。レバノンで国連の仕事をしている。娘のヒルデの15歳の誕生日プレゼントとして、一冊の本を書く。夏至の前夜(6月22日ごろ)にリレサンの自宅に戻る。
ヒルデの母親
演 - ミンケン・フォシェイム、声 - 佐藤しのぶ（映画版）
ソフィーの母親
演 - アンドリン・サザー、声 - 寺内よりえ（映画版）
ヨールン
演 - エダ・トランダム・グリォサイム、声 - 野々村のん（映画版）
ソフィーの友達。
シェイクスピア
演 - マーク・タンディー
プラトン
演 - スヴェン・ヘンリクセン
ダ・ヴィンチ
演 - エスペン・ションバルグ
ミケランジェロ
演 - アインドリデ・アイドスヴォルド

## 関連書籍
- 須田朗著 『もう少し知りたい人のための「ソフィーの世界」哲学ガイド』日本放送出版協会 1996年 ISBN 4140802588